# بريدجووتر (فيرمونت)
بريدجووتر (بالإنجليزية: Bridgewater, Vermont)‏ هي بلدة تقع بولاية فيرمونت في الولايات المتحدة. تأسست عام 1761، تبلغ مساحتها 128.3 (كم²)، وترتفع عن سطح البحر 317 م، بلغ عدد سكانها 936 نسمة في عام 2010 حسب إحصاء مكتب تعداد الولايات المتحدة .

## وصلات خارجية
- The US50 - Cities and Towns in Vermont State
- Vermont Cities and Towns, Facts, Map, Flag, Colleges, Government, and More